# Deeth (Nevada)
Deeth es un área no incorporada en el Condado de Elko, Nevada, Estados Unidos, con una población cercana a los 20 habitantes.
Con una torre de agua, un bar, un hotel y otoros edificios y estructuras; sin embargo, mucha gente ha dejado el pueblo a causa de mejores oportunidades
Ahora solo una pequeña parte de la población y pocos edificios quedan. La oficina postal está abierto para servir las necesidades de los ranchos circundantes.